# Laura Samojłowicz
Laura Samojłowicz (ur. 14 lutego 1985 w Hamburgu) – polska aktorka i piosenkarka.

## Życiorys
Urodziła się w Hamburgu, w 1989 wróciła z rodzicami do Polski. Ma młodszego brata Maksymiliana.
Jest absolwentką warszawskiej Akademii Teatralnej. W 2009 zwyciężyła w finale piątej edycji programu rozrywkowego Polsatu Jak oni śpiewają, w nagrodę otrzymała m.in. prawo do nagrania utworu „Będę twoja” autorstwa Justyny Steczkowskiej. Otrzymała też możliwość podpisania kontraktu na nagranie własnej płyty, ale z tego nie skorzystała, gdyż zaproponowany materiał nie spełniał jej oczekiwań. Po udziale w programie wystąpiła na festiwalu TOPtrendy 2009 w Sopocie, gdzie zaśpiewała w duecie z Ireną Jarocką. We wrześniu 2009 wzięła udział w szóstej, mistrzowskiej edycji Jak oni śpiewają, jednak ze względów zdrowotnych (zapalenie płuc) zrezygnowała z udziału w programie. W marcu 2010 otrzymała nominację do nagrody Viva! Najpiękniejsi w kategorii najpiękniejsza Polka oraz nagrała piosenkę „Eine dicke Zigarre” na potrzeby serialu Czas honoru. W latach 2011–2012 była aktorką Teatru im. Juliusza Osterwy w Lublinie. W 2012 zaśpiewała partie wokalne w piosenkach zespołu Funky Trip Foundation wykorzystanych w serialu Hotel 52 oraz wystąpiła w teledysku zespołu Chemia do utworu „List”.
Przez dwa lata mieszkała poza granicami Polski, m.in. w Niemczech, Estonii i Tajlandii. Ukończyła kurs aktorski metodą Meisnera w berlińskiej szkole aktorskiej Actors Space. W międzyczasie zaśpiewała refreny w utworze Rozbójnika Alibaby „W sieci”. Następnie na prawie rok osiadła w Tajlandii, gdzie pracowała m.in. śpiewając w hotelu. Po powrocie do Polski wystąpiła w teledysku Donguralesko i Donatana do utworu „Niesiemy dla was bombę”. W październiku 2014 została wykładowcą w szkole aktorskiej Romy Gąsiorowskiej aktoRstudio. W 2015 zakwalifikowała się do drugiego etapu Konkursu Aktorskiej Interpretacji Piosenki i 20 marca została finalistką 36. Przeglądu Piosenki Aktorskiej we Wrocławiu, gdzie wykonała utwory: „Singapur” Toma Waitsa z tekstem w przekładzie Romana Kołakowskiego, „Autobusem 606” Marka Dziedzica i Zuzanny Wrońskiej oraz „Rimbaud, aniele stróżu mój” Juliusza Loranca ze słowami Jonasza Kofty. W tym samym roku nagrała cover utworu „Take Me to Church” Hoziera, aby wesprzeć Fundację Rak’n’Roll. Jesienią wzięła udział w szóstej edycji programu TVP2 The Voice of Poland, jednak podczas tzw. przesłuchań w ciemno nie zyskała uznania trenerów, tym samym nie przechodząc do kolejnego etapu. We wrześniu 2016 dołączyła do banku głosów Powitania.pl jako lektorka. W 2018 powróciła na szklany ekran epizodyczną rolą w serialu Ślad. W 2019 wcielała się w postać młodszej aspirant Kariny Wolniewicz w serialu Policjantki i policjanci, a w latach 2020–2021 grała rolę aspirant sztabowej Weroniki Grot w serialu Gliniarze. W 2023 wzięła udział w castingach do programu Top Model.

## Filmografia

### Filmy i seriale
| Rok                  | Tytuł                    | Rola                                | Uwagi                      |
| -------------------- | ------------------------ | ----------------------------------- | -------------------------- |
| 2007                 | Rodzina zastępcza        | dziewczyna w łóżku                  | odc. 276                   |
| 2007–2010, 2021–2022 | M jak miłość             | Maja Chojnacka                      |                            |
| 2007–2008            | Egzamin z życia          | Marlena, koleżanka Elżbiety         | odc. 99-101, 104, 107, 110 |
| 2008                 | Wydział zabójstw         | Anna Witkoś                         | odc. 35                    |
| 2008                 | Ojciec Mateusz           | Gosia                               | odc. 21                    |
| 2008                 | Trzeci oficer            | sekretarka generała policji         | odc. 13                    |
| 2009                 | 39 i pół                 | Samanta                             | odc. 36-37, 39             |
| 2010–2012            | Hotel 52                 | Natalia Lipska, właścicielka hotelu |                            |
| 2018                 | Ślad                     | Danuta Stecka, żona Marka           | odc. 15                    |
| 2019                 | Policjantki i policjanci | młodszy aspirant Karina Wolniewicz  |                            |
| 2020                 | Sekrety rodziny          | Weronika Kondracka                  | odc. 130                   |
| 2020                 | Asymetria                | lekarka w szpitalu                  |                            |
| 2020–2021            | Gliniarze                | aspirant sztabowy Weronika Grot     |                            |
| 2022                 | Die Wespe                | gość                                |                            |
| 2024                 | Ukryta prawda            | Dominika Bujak                      | odc. 1587                  |

### Dubbing
| Rok       | Tytuł                    | Rola        |
| --------- | ------------------------ | ----------- |
| 2011–2013 | Tajemnice domu Anubisa   | Nina Martin |
| 2019      | Wiedźmin                 | Téa         |
| 2019      | Jumanji: Następny poziom | Fleetfoot   |

### Wykonanie piosenek
| Rok  | Serial         | Piosenka                                     | Uwagi   |
| ---- | -------------- | -------------------------------------------- | ------- |
| 2009 | Ojciec Mateusz | „Jutro nie nadejdzie nigdy” zespołu Chili My | odc. 21 |
| 2010 | Czas honoru    | „Eine dicke Zigarre”                         | odc. 39 |
| 2012 | Hotel 52       | różne                                        | 6 sezon |

## Teatr
Akademia Teatralna w Warszawie
- 2007: Lokatorzy (reż. Waldemar Śmigasiewicz)
  - w sztuce Kursy wieczorowe Harolda Pintera – jako Milly
  - w sztuce Rocznica Harolda Pintera – jako Suki
- 2008: Nosorożce, czyli studium przedmiotu Piotra Cieplaka (reż. Piotr Cieplak)

Teatr im. Juliusza Osterwy w Lublinie
- 2011: Komedia teatralna Bengta Ahlforsa – jako Lotta[19]
- 2011: Iwona, księżniczka Burgunda Witolda Gombrowicza (reż. Bogdan Tosza) jako Dama
- 2012: Biały dmuchawiec Mateusza Pakuły (reż. Krzysztof Babicki) jako Turbolaska[20]

Teatr Kamienica
- 2010: Motyle są wolne (reż. Zbigniew Lesień) jako Jill[21]

Pozostałe
- 2020: Czarno to widzę – czyli wymieszani posortowani (reż. Ewa Kasprzyk) jako Teresa

## Słuchowiska radiowe
Teatr Polskiego Radia
- 2015: Dziewczyna z berlińskich przedmieść Mariusza Sieniewicza (reż. Janusz Kukuła) jako Helga
- 2017: Traktat o miłości Marka Kochana (reż. Anna Wieczur-Bluszcz) jako Helga Hertz[22]
- 2018: W jednym kapciu, w drugim bucie Marka Kochana (reż. Marek Kochan) jako Serafino[23]

## Dyskografia
Single
| Rok  | Tytuł  |
| ---- | ------ |
| 2019 | „Cień” |

Single z gościnnym udziałem
| Rok  | Tytuł                                                         | Pozycje na listach | Pozycje na listach | Album         |
| Rok  | Tytuł                                                         | Maxxx              | SLiP               | Album         |
| ---- | ------------------------------------------------------------- | ------------------ | ------------------ | ------------- |
| 2013 | Rozbójnik Alibaba – „W sieci” (gościnnie: Pono, Kazan, Laura) | 2                  | 14                 | Bal maturalny |